# Banja (Kočansko)
Banja (makedonsky Бања) je ve vesnice v Severní Makedonii. Nachází se v opštině Češinovo-Obleševo ve Východním regionu. Žije zde 238 obyvatel.

## Historie
Vesnice existuje už od dob Římské říše. V 19. století náležela Osmanské říši, ve 20. století byla součástí Jugoslávie.

## Geografie
Vesnice Banja leží na východ od města Kočani, v jižní okrajové části pohoří Osogovo a na samé hranici s údolím Kočanska Kotlina.

## Demografie
Podle sčítání lidu z roku 2002 žilo ve vesnici 402 obyvatel. Etnické skupiny jsou:
- Makedonci – 393
- Valaši – 9

| Rok       | 1900 | 1916 | 1948 | 1953 | 1961 | 1971 | 1981 | 1991 | 1994 | 2002 |
| --------- | ---- | ---- | ---- | ---- | ---- | ---- | ---- | ---- | ---- | ---- |
| Obyvatelé | 200  | 189  | 629  | 676  | 685  | 654  | 589  | 483  | 473  | 402  |